# Карамишевська сільська рада (Зміїногорський район)
Кара́мишевська сільська рада (рос. Карамышевский сельский совет) — сільське поселення у складі Зміїногорського району Алтайського краю Росії.
Адміністративний центр — село Карамишево.

## Населення
Населення — 1562 особи (2019; 1722 в 2010, 2005 у 2002).

## Склад
До складу сільської ради входять:
| Населений пункт        | Населення, осіб (2002) | Населення, осіб (2010) |
| ---------------------- | ---------------------- | ---------------------- |
| Березовка, селище      | 253                    | 203                    |
| Воронеж, селище        | 295                    | 216                    |
| Карамишево, село       | 1289                   | 1184                   |
| Новокузнецовка, селище | 168                    | 119                    |